# Schefflera kuntzei
Schefflera kuntzei är en araliaväxtart som först beskrevs av Hermann August Theodor Harms och Carl Ernst Otto Kuntze, och fick sitt nu gällande namn av David Gamman Frodin. Schefflera kuntzei ingår i släktet Schefflera och familjen araliaväxter. Inga underarter finns listade.